# Analogia entis
Az analogia entis azaz létanalógia, léthasonlóság, az arisztotelészi–szenttamási metafizika egyik kulcsfogalma, amely szerint Isten és a különféle létezők valamilyen fokon egyaránt a létben (esse) részesülnek, és ezért beszélhetünk emberi fogalmaink birtokában Istenről.

## A kiindulópont
Arra a problémára keres tehát megoldást, hogy a létezést állítjuk Istenről, aki magától való és szükségszerűen létezik, állítjuk az emberről, aki kapja a létét, de állítjuk pl. az embernek valamilyen sajátságáról is, amelynek nincs önálló léte, hanem csak a hordozó alanyban létezik (értelmesség). Már Arisztotelész fölvetette a kérdést, hogy milyen értelemben mondjuk a lét különböző fokaihoz tartozó dolgokról, hogy léteznek. Egyik lehetőség az, hogy csak a név közös, de a jelzett dolog egészen más (aequivocitas). Pl. Isten léte és a világ léte minden tekintetben különbözik; Isten annyira másként létezik, hogy róla legföljebb csak azt mondhatjuk el, hogy mi nem ő, de létéről semmi pozitív állítást nem tehetünk. A másik véglet az azonosság (univocitas), amely pl. Isten létét és a világ létét egynek veszi (monizmus, panteizmus, német idealizmus). Az arisztotelészi megoldás a kettő között van. Lényegében Isten léte és a világ léte más, de van közöttük valami megfelelőség. A megfelelőség, az azonosság éppen csak abban van, hogy mindkettő létezik, de más és más módon. Arra kell figyelemmel lennünk, hogy a különbség nagyobb, mint a megfelelőség, de a megfelelőséget mégis valamilyen tárgyi jegy alapján állítjuk. A létezés fogalma tehát mindenre kiterjed, de nem úgy, hogy hozzáadott jegyek által a körét szűkítjük vagy tágítjuk, hanem önmagában jelenti a létezők egységét és sokféleségét. Ezért a létet kategória fölötti fogalomnak is nevezzük. A mi logikai létanalógiánk alapja a valóságban meglevő analogia entis, vagyis a létezőknek a létben való megegyezése és különbözése.

## További meghatározása
A skolasztikus filozófia megkülönböztette a tulajdonítási analógiát (analogia entis attributionis) és az arányossági analógiát (analogia entis proportionis). Az előbbiről ott beszélt, ahol azt látjuk, hogy az összehasonlítás első tagjának sajátságában a többi is bensőleg részesedik, nem pedig csak külsőleg állítjuk róla. Így Isten létezésében a világ a maga benső módján részesedik, azaz valóságban létezik, de nem önmagától és a lét teljességében. Arányossági analógia pedig ott áll fenn, ahol a hasonlóság minden esetben arány szerint van jelen. Isten léte arányos a maga végtelenségével és magátólvalóságával, s a világ léte is arányos a maga teremtett létével és végességével. Ezért a világ esetleges, kontingens.
Az analogia entis további meghatározásánál még figyelembe vehetjük, hogy Arisztotelész valójában a középső megoldást választotta Parmenidész és Hérakleitosz nézete között. Parmenidész a lét egységét és azonosságát állította, Hérakleitosz egyenesen tagadta a maradandó létet, szerinte minden állandó átmenetben, változásban van. Amint láttuk, Aquinói Szent Tamás és a skolasztika Isten és a világ létét nem azonosnak, nem is teljesen különbözőnek vette, hanem hasonlónak, analógnak. De pl. Duns Scotus és Francisco Suárez föltették a kérdést, hogy kimondottan a létezés szempontja szerint, tehát abban, hogy egyáltalán vannak (ens ut sic), nem lehet-e azonosságot állítani Isten és a világ között? A tomista megoldás azonban az maradt, hogy mindig más a magától való létező viszonya a léthez, mint a világé, amely csak részesedik a létben.

## Az analogia entis a teológiában

### Katolikus tanítás
Az analogia entis-ről szóló tanítás különös helyet kapott a keresztény filozófiában és teológiában, Isten és a világ kapcsolatának tárgyalásánál. Isten mint magától való, végtelen, örök ok hozza létre a világot. Magából, saját elgondolásából teremt, létet ad a világnak, de ő maga mindig más, mint a világ. Az ok és az okozat között azonban mindig vannak hasonló vonások, ezért a filozófia meri állítani Isten valóságos megismerésének lehetőségét. A katolikus teológia arról beszél, hogy amit Istenről a kinyilatkoztatás alapján állítunk, az is valóság, még ha tudatában is vagyunk annak, hogy ő azért az egészen más, mint amit róla elmondani tudunk. Ő a lét végtelen teljessége, akit mi csak a véges létezők tükrében tudunk elgondolni. Ő a valóságban mindig több, mint a mi elgondolásunk. A katolikus teológia éppen ebben különbözik az ún. dialektikus teológiától, amely Istennek az egészen más mivoltát annyira hangoztatja, hogy a teológiai megismerésnek valójában semmi pozitív értéket nem tulajdonít. Az analogia entis mint a vallási gondolkodás és beszéd formája nem logikai mesterkéltség tehát, mellyel az emberi gondolkodás Isten „fogalmát” ki akarja meríteni, hanem annak a ténynek a körülírása, hogy az emberi ismeret ráirányul a kimondhatatlan misztériumra, de úgy, hogy a misztériumjelleg sem a létezés bizonyosságát, sem pedig fölfoghatatlanságát nem homályosítja el. Maga a kinyilatkoztatás is analóg módon beszél Istenről, pl. az antropomorfizmusokban. A filozófiai és a teológiai reflexióban az analógia kifejezett témává lesz, de nem úgy, hogy Istent valamilyen magasabbrendű módon átfogja, hanem úgy, hogy a titokjellegét fejezi ki.
A lét hasonlóságának elvét a IV. lateráni zsinat teológiai szempontból is figyelembe vette, amikor kimondta, hogy a Teremtő és a teremtmény között a hasonlóságot nem lehet úgy megjelölni, hogy egyúttal a nagyobb különbözőségre is rá ne mutassunk (DH 806). Ez a kijelentés azonban nem filozófiai megállapítás akart lenni, hanem egyrészt Joachim de Fiore ellen irányult, aki valamilyen misztikus azonosságot hirdetett Isten és a teremtmény között, másrészt Petrus Lombardus ellen, aki csak a tiszta észbeli különbözőséget vallotta a kettő között, s még az ágostoni irányzat tiszta egzemplarizmusát sem ismerte el. Amikor viszont a zsinat a hasonlóságot és különbözőséget így szembeállította, Isten mindenek fölött való misztériumjellegét is hangsúlyozta, sőt jelezte azt is, hogy a teremtmény közeledése Teremtőjéhez milyen úton mehet végbe. Arisztotelész úgy gondolta, hogy a földi lét a szférák körforgásával fejezi ki vonzódását a mozdulatlan mozgatóhoz. A keresztény tanítás arra hivatkozik, hogy a létbeli hasonlóságra mint alapra ráépül a kegyelem, s az irányítja az embert a mindig nagyobb Isten felé.

### Protestáns tanítás
Karl Barth protestáns teológus elvetette az analogia entis-t, és diabolikus kísérletnek nevezte, mely Istent a teremtményekből kiindulva a létezők skáláján helyezi el. Vele szembeállítja az analogia fidei-t, Istennek olyan ismeretét, mely nem az emberi értelemre támaszkodik, nem a teremtményekből indul ki, hanem Isten kegyelmére épül és a kinyilatkoztatásból ered. Aquinói Szent Tamás szerint azonban nem kell az analogia entis és az analogia fidei között ellentétet keresni, mert hasonló kapcsolat van köztük, mint a hit és az értelem között.

## Összefoglalás
Összefoglalva: az analogia entis nem merül ki az egyszerű hasonlóságban vagy abban, hogy Isten tökéletessége a teremtés ősmintája (augusztinizmus), hanem azt kell hangsúlyozni, hogy Isten végtelensége, fölfoghatatlansága miatt a különbség mindennél mélyebb, s ugyanakkor föltételez egy valóságos hasonlóságot is Isten és a világ léthez való viszonyának megfelelően. Az analogia entis tehát nem olyan elv, amelyből valamit le lehetne vezetni. A megoldás mindig a reductio ad mysterium, a visszatérés a misztériumhoz, azaz minden hasonlóságot vissza kell vezetni a mindig nagyobb különbözőség mélységébe. A misztériumhoz való visszatérés metafizikailag azt jelenti, hogy a dolgok létmódjai közötti hasonlóságot is vissza kell vezetni a mindenségnek valamilyen fölfoghatatlan mélységébe, ahol az ellentétek végső egységét is megtaláljuk, melyről Nicolaus Cusanus beszélt.
Nem szabad végül elfelejteni, hogy az Arisztotelész vagy akár a IV. lateráni zsinat által emlegetett analogia entis nemcsak a létre vonatkozik, hanem a lét megismerésére is. Sem a metafizikában, sem a teológiában nincs olyan út, amelyen közvetlenül és egyenes vonalon fölfognánk a létet, hanem csak az analóg fölfogás lehetősége áll nyitva. Az esetleges tapasztalati létből következtetünk a szükségszerű, metafizikai létre. Más szóval az analogia entis átfogja a külső létező létet és a belső, logikai síkon megnyilvánuló létet. Hasonlóképpen a külső objektív lét ritmusának megfelel a belső szubjektív lét ritmusa. Igazi metafizikai és teológiai gondolkodás csak ott érhető el, ahol a létnek ehhez a ritmusához igazodunk, vagyis a nagyobb hasonlóságban meglátjuk a mindig nagyobb különbözőséget.